# Merck & Co.
Merck & Co., Inc., tên thương mại Merck Sharp & Dohme (MSD) bên ngoài Hoa Kỳ và Canada, là một công ty dược phẩm đa quốc gia của Mỹ có trụ sở chính tại Kenilworth, New Jersey. Công ty được đặt theo tên của gia đình Merck, người thành lập Tập đoàn Merck ở Đức vào năm 1668. Merck & Co. được thành lập như một chi nhánh tại nước Mỹ vào năm 1891.
Công ty này được xếp hạng 69 trên Fortune 500 và hạng 92 trên Forbes Global 2000 năm 2021, cả hai đều dựa trên doanh thu năm 2020.

## Sản phẩm

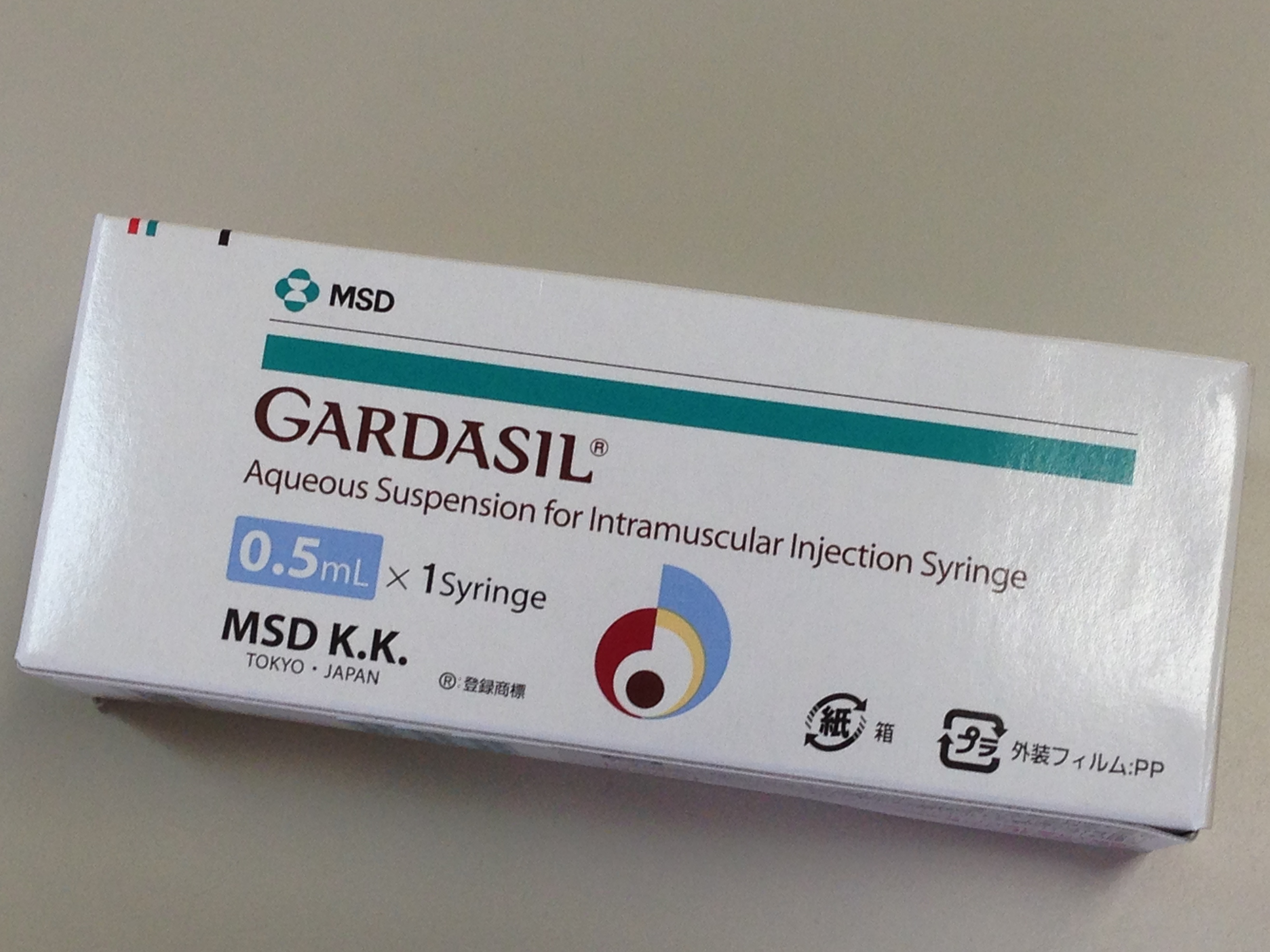
Gardasil trong bao bì Nhật Bản (hiển thị nhãn hiệu MSD)

Công ty phát triển các loại thuốc, vắc xin, liệu pháp sinh học và các sản phẩm chăm sóc sức khỏe động vật. Năm 2020, công ty có 6 loại thuốc hoặc sản phẩm bom tấn, mỗi loại đạt doanh thu hơn 1 tỷ USD: Keytruda (pembrolizumab), một loại kháng thể nhân bản được sử dụng trong liệu pháp miễn dịch ung thư đạt doanh thu 14,3 tỷ USD vào năm 2020; Januvia (sitagliptin), một loại thuốc chống tiểu đường được sử dụng để điều trị bệnh tiểu đường loại 2 có doanh thu 5,3 tỷ đô la vào năm 2020; Gardasil, một loại vắc-xin HPV đạt doanh thu 3,9 tỷ USD vào năm 2020; Varivax, một loại vắc xin thủy đậu được sử dụng để bảo vệ chống lại bệnh thủy đậu có doanh thu 1,9 tỷ đô la vào năm 2020; Bridion (Sugammadex), một loại thuốc ngăn chặn thần kinh cơ có doanh thu 1,2 tỷ đô la vào năm 2020; và Pneumovax 23, một loại vắc xin polysaccharide phế cầu có doanh thu 1,1 tỷ đô la vào năm 2020. Các sản phẩm chính khác của công ty bao gồm Isentress (raltegravir), một loại thuốc kháng virus được sử dụng để điều trị HIV/AIDS đạt doanh thu 857 triệu USD vào năm 2020; Simponi (golimumab), một loại kháng thể đơn dòng cho người được sử dụng làm thuốc ức chế miễn dịch đạt doanh thu 838 triệu USD vào năm 2020; RotaTeq, một loại vắc-xin virus rota đạt doanh thu 797 triệu USD vào năm 2020; và Lynparza (olaparib), một loại thuốc điều trị duy trì bệnh ung thư buồng trứng tiến triển do đột biến gen BRCA ở người lớn, đã tạo ra doanh thu 725 triệu đô la vào năm 2020 cho công ty.
Thông tin chi tiết về các sản phẩm chính của Merck như sau:
- Januvia (sitagliptin) là một chất ức chế dipeptidyl peptidase IV để điều trị bệnh tiểu đường loại 2. Năm 2013, Januvia là loại thuốc tiểu đường bán chạy thứ hai trên toàn thế giới.[3] Januvia thường được kết hợp với metformin thuốc chống tiểu đường. Nó được ưa chuộng một phần vì không giống như nhiều loại thuốc tiểu đường khác, nó gây tăng cân ít hoặc không gây tăng cân và không liên quan đến các đợt hạ đường huyết.[4][5] Merck cũng bán một loại thuốc kết hợp dạng viên duy nhất có chứa cả Januvia và metformin dưới tên thương mại Janumet. Có một số lo ngại rằng điều trị bằng Januvia và các chất ức chế DPP-IV khác có thể liên quan đến nguy cơ viêm tụy tăng nhẹ.[6]
- Zetia (ezetimibe) là một loại thuốc điều trị tăng cholesterol máu, hoạt động bằng cách ức chế sự hấp thụ cholesterol trong chế độ ăn uống. Zetia đã gây tranh cãi vì ban đầu nó được phê duyệt dựa trên tác động của nó đối với mức cholesterol huyết thanh mà không có bằng chứng rằng nó thực sự ảnh hưởng đến tỷ lệ mắc bệnh tim mạch. Tuy nhiên, kết quả của nghiên cứu IMPROVE-IT, được giới thiệu tại Phiên họp Khoa học năm 2014 của Hiệp hội Tim mạch Hoa Kỳ, cho thấy lợi ích có ý nghĩa thống kê, mặc dù khiêm tốn, khi bổ sung Zetia vào simvastatin cho những bệnh nhân có nguy cơ cao, sau hội chứng mạch vành cấp.[7]
- Remicade (infliximab) là một kháng thể đơn dòng hướng đến cytokine TNF-alpha và được sử dụng để điều trị một loạt các rối loạn tự miễn dịch, bao gồm viêm khớp dạng thấp, bệnh Crohn, viêm cột sống dính khớp, bệnh vẩy nến mảng bám và các bệnh khác. Remicade và các chất ức chế TNF-alpha khác thể hiện tác dụng điều trị cộng thêm với methotrexate và cải thiện chất lượng cuộc sống. Các tác dụng phụ bao gồm tăng nguy cơ nhiễm trùng và một số bệnh ung thư.[8] Merck có bản quyền đối với thuốc này trong một số vùng nhất định, trong khi Janssen Biotech có bản quyền trong các vùng khác;[9] vào năm 2017, Merck đã công bố một sản phẩm tương tự như Remicade, Renflexis.[10]
- Gardasil (vắc xin tái tổ hợp vi rút u nhú ở người) là vắc xin chống lại nhiều loại huyết thanh của vi rút u nhú ở người (HPV), là nguyên nhân gây ra hầu hết các trường hợp ung thư cổ tử cung trên toàn thế giới.[11]
- Isentress (raltegravir) là một chất ức chế vi rút gây suy giảm miễn dịch ở người để điều trị nhiễm HIV. Đây là hợp chất chống HIV đầu tiên có cơ chế hoạt động này.[12] Đây là một phần của một trong số các phác đồ điều trị đầu tiên do Bộ Y tế và Dịch vụ Nhân sinh Hoa Kỳ khuyến nghị.[13]
- Keytruda (pembrolizumab) là một chất điều biến miễn dịch để điều trị ung thư. Vào ngày 4 tháng 9 năm 2014, Cục Quản lý Thực phẩm và Dược phẩm Hoa Kỳ (FDA) đã phê duyệt Pembrolizumab (MK-3475) như một liệu pháp đột phá trong điều trị ung thư hắc tố.[14] Trong các thử nghiệm lâm sàng, pembrolzumab cung cấp sự hồi phục một phần khối u ở khoảng 1/4 số bệnh nhân, nhiều người trong số họ không thấy bệnh tiến triển thêm trong hơn 6 tháng theo dõi.[15]
- Invanz (Ertapenem) là một loại thuốc kháng sinh dạng tiêm, với bản quyền Merck sở hữu từ năm 1999.[16] Merck đang tranh chấp pháp lý với công ty Đài Loan Savior Lifetec về nỗ lực của họ để đảm bảo quyền bán phiên bản thuốc gốc ở Hoa Kỳ.[16] Savior kể từ đó đã được chấp thuận cho phép bán thuốc gốc ertapenem trên thị trường.[17]
- Mexsana là một loại bột thuốc sát trùng.
- Molnupiravir là một viên thuốc kháng vi-rút để điều trị bệnh COVID-19,[18] được phát triển với sự hợp tác của Ridgeback Biotherapeutics.